# ماريون (مقاطعة جونو)
ماريون، مقاطعة جونو (بالإنجليزية: Marion, Juneau County, Wisconsin)‏ هي بلدة تقع بولاية ويسكونسن في الولايات المتحدة. تبلغ مساحتها 63.3 (كم²)، وترتفع عن سطح البحر 265 م، بلغ عدد سكانها 433 نسمة في عام 2000 حسب إحصاء مكتب تعداد الولايات المتحدة وتصل الكثافة السكانية فيها 7.1 نسمة/كم2.

## وصلات خارجية
- The US50 - Cities and Towns in Wisconsin State
- Wisconsin Cities and Towns, Facts, Map, Flag, Colleges, Government, and More